# Richard François Philippe Brunck
Richard Franz Philippe Brunck (Strasburgo, 30 dicembre 1729 – Strasburgo, 12 giugno 1803) è stato un filologo classico francese.
Brunck, eminente critico e uno dei più celebri filologi del '700, nacque il 30 dicembre 1729 a Strasburgo dove morì il 12 giugno 1803. Terminati gli studi presso il collegio “de Luis le Grand”, gestito da Gesuiti, a Parigi, intraprese la carriera amministrativa come desiderava la sua famiglia. Per questo motivo, durante la “Guerra dei sette anni”, fu trasferito in Germania come commissario di guerra dell'esercito francese. 
Fu proprio in quel periodo (circa 1757) che, alloggiando presso un professore di filologia a Gissen, rifiorì in lui l'amore per lo studio dei classici, che lo accompagnerà per il resto della sua vita e lo rese così celebre. 
Ritornato a Strasburgo nel 1760, in tutti i momenti liberi che aveva a disposizione, intraprese con grande entusiasmo lo studio del greco, frequentando il collegio di lingua e letteratura greca. Lo si poteva vedere all'età di trent'anni durante i suoi incarichi pubblici, passeggiare con i libri sottobraccio e recarsi alle lezioni private di greco. Egli fece rapidi progressi nello studio di questa lingua e l'entusiasmo che lo aveva spinto a  intraprendere questo studio aumentò costantemente grazie al piacere che traeva dal graduale superamento delle difficoltà linguistiche. Tutto ciò lo fece giungere alla conclusione che tutte quelle trascuratezze che egli aveva notato nei poeti greci non erano nient'altro che negligenze di traduttori e copisti. 
Dominato da questa idea, corresse i versi, li spostò, li sconvolse con un'audacia spesso felice, per quanto riguarda il rapporto tra gusto e sentimento poetico, ma condannabile sotto l'aspetto della critica. Quasi tutti i libri a lui appartenuti sono ricoperti da note a margine nelle quali si abbandonava totalmente a tutta l'arditezza delle sue correzioni. Purtroppo la stessa mania capricciosa di riscrivere i testi la si ritrovava anche nelle edizioni che ha pubblicato. Tuttavia, malgrado questo “difetto”, piuttosto grave per un editore, sarebbe ingiusto disconoscere i servizi che Brunck ha reso alla letteratura greca. Pochi uomini, dopo la rinascita delle lettere, hanno così efficacemente contribuito al loro progresso. Egli ha fatto stampare, nello spazio di vent'anni solamente, un numero incredibile di opere, di cui anche una sola, per esempio l'antologia greca, avrebbe richiesto ad un altro dotto la metà del tempo che Brunck ha impiegato per pubblicarle tutte.
Quando il dotto svedese Björnstähl arrivò a Strasburgo nel 1774, Brunck era già un rinomato ellenista, in possesso di una biblioteca ricca e preziosa ed al momento occupato con l'elaborazione della sua prima opera critica: “l'Antologia greca”. L'edizione apparve nel 1772-1776 con il titolo “Anthologia Graeca” o “Analecta veterum poetarum Graecorum”, tre volumi in 8°, in cui le sue innovazioni sulla critica portarono sconcerto tra i dotti europei. Tra tutte le sue pubblicazioni è questa in cui si può notare maggiormente la presenza di correzioni arbitrarie. Così se reputava di trovarsi di fronte ad un passaggio particolarmente difficile e oscuro non esitava a modificare il testo, a stravolgerlo addirittura. In seguito l'opera è stata ristampata tra il 1794 e il 1796 a Lipsia, cinque volumi in 8° da M. Jacobs che alla fine ha aggiunto un lungo commento. 
Nel 1777 fu membro de l'Académie Royale des Inscriptions et Belles-Lettres1. Allo stesso autore si deve inoltre l'opera “Anacreontis carmina cul accedunt quedam e lyricorum reliquiis”, pubblicata a  Strasburgo nel 1778 in 16° e in seguito ristampata nella stessa città in 24° e in 18° nel 1786 ; ha continuato la sua attività con la pubblicazione di una serie di testi sui maggiori tragediografi greci, “Sophoclis Electro, OEdipus, Tyrannus; Euripidis, Andromacha, Orestes”, due volumi in 12°, pubblicato a Strasburgo nel 1779; “Eschyli Prometheus” un volume in 12°, edito a Strasburgo nel 1779, continuando con  “Appollonii Rhodii Argonautica eméndala”, sia in greco che in latino, apparso a Strasburgo nel 1780.
Nelle sue varie pubblicazioni, Brunck ha mostrato una critica saggia e riservata. Una sua vera passione era di copiare testi greci, alcuni dei quali con l'intenzione di darli alla stampa, altri per semplice diletto; queste copie furono delle vere e proprie opere d'arte di calligrafia. 
“Gnomici poete2 greci”, stampata a  Strasburgo nel 1784, in 8° e “Virgilii Opera” presentata nella stessa città in 8° nel 1785 e in 4° nel 1789, furono le edizioni maggiormente apprezzate dal pubblico per la correttezza del testo.
La vera opera d'arte di Brunck è “Sophoclis quse extant Omnia” pubblicata a Strasburgo nel 1786 in due volumi, con un'ottima traduzione in latino, ristampata poi nel 1788 in tre volumi e nel 1789 in quattro volumi. 
Il Re, che venne omaggiato con un esemplare stampato su carta velina in  4°, concesse a Brunck, come ricompensa per i suoi lavori, una pensione annuale di 2000 franchi che purtroppo l'ellenista perse durante la Rivoluzione.
I lavori di Brunck furono bruscamente interrotti dalla Rivoluzione Francese, di cui abbracciò i principi con calore. Commosso fortemente dalle nuove idee, fu uno dei primi membri della “Societé Populaire” che si formò a Strasburgo. Tuttavia rimase sempre di pareri moderati, non facendosi così sedurre dalle azioni più sovversive compiute in nome della libertà. Proprio per questo suo modo di agire, fu sospettato e poi accusato di essere un reazionario; di conseguenza fu imprigionato a Besançon fino alla caduta di Robespierre che gli ridiede la libertà.
Durante questo periodo ammutolì l'attività editoriale dell'ellenista, normalmente molto zelante. Apparve solo l'edizione del “Terenzio” e cioè “Terentii comœdix, adfidem optimar” nel 1797, in 4°. 
Dopo aver trascorso gran parte della sua vita nell'agiatezza economica, nel 1791 si vide costretto a vendere una parte della sua preziosa biblioteca, a causa della Rivoluzione Francese che aveva ridotto di parecchio le sue entrate. Nel 1801 fu obbligato a farlo di nuovo. Questo sacrificio fu per lui molto doloroso e si racconta che le lacrime gli venivano agli occhi ogni volta che si parlava davanti a lui di qualche autore che aveva posseduto. A partire da quel momento rinunciò totalmente allo studio delle lettere greche e conservò solo il gusto per i poeti latini. Le sue letture preferite negli ultimi anni furono i racconti di viaggio, perché pare avesse intenzione di intraprenderne uno importante. 
Nel 1802 il suo vitalizio venne ripristinato ma, sfortunatamente, era troppo tardi per recuperare i suoi libri; morì poco tempo dopo.